# 瑟內夫城堡

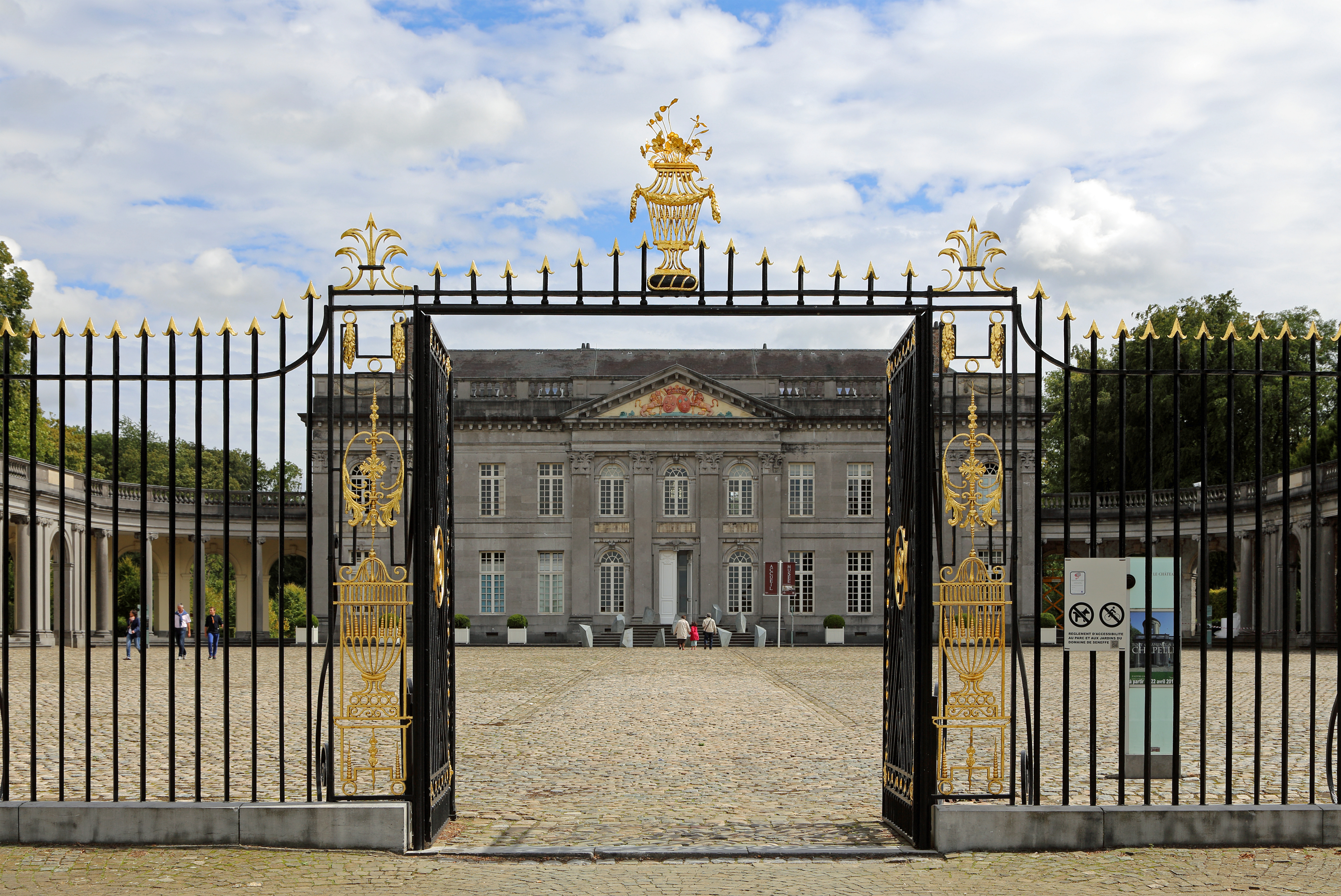
瑟內夫城堡

瑟內夫城堡（英語：Château de Seneffe）是位於比利時埃諾省城鎮瑟內夫的城堡建築，修建於18世紀。18世紀末期，這裡收藏了眾多珍貴藝術品。比利時政府在1970年購買了這座城堡，瑟內夫城堡現在是比利时法语社群的財產。

## 外部連結
- （法文） 官方网站
- Eupedias Belgium Guide （页面存档备份，存于）
- parcs-jardins.be

50°31′30″N 4°16′08″E / 50.525°N 4.269°E